# NGC 5204
NGC 5204 أو إن جي سي 5204 هي مجرة حلزونية ماجلانية تبعد عن كوكب الأرض بحوالي 14.5 مليون سنة ضوئية في كوكبة الدب الأكبر.وتنتمي NGC 5204 لتجمع مجرات دولاب الهواء.